# Aistus gracilis
Aistus gracilis är en insektsart som beskrevs av Brunner von Wattenwyl 1888. Aistus gracilis ingår i släktet Aistus och familjen Anostostomatidae. Inga underarter finns listade i Catalogue of Life.